# Jüdischer Friedhof (Marisfeld)

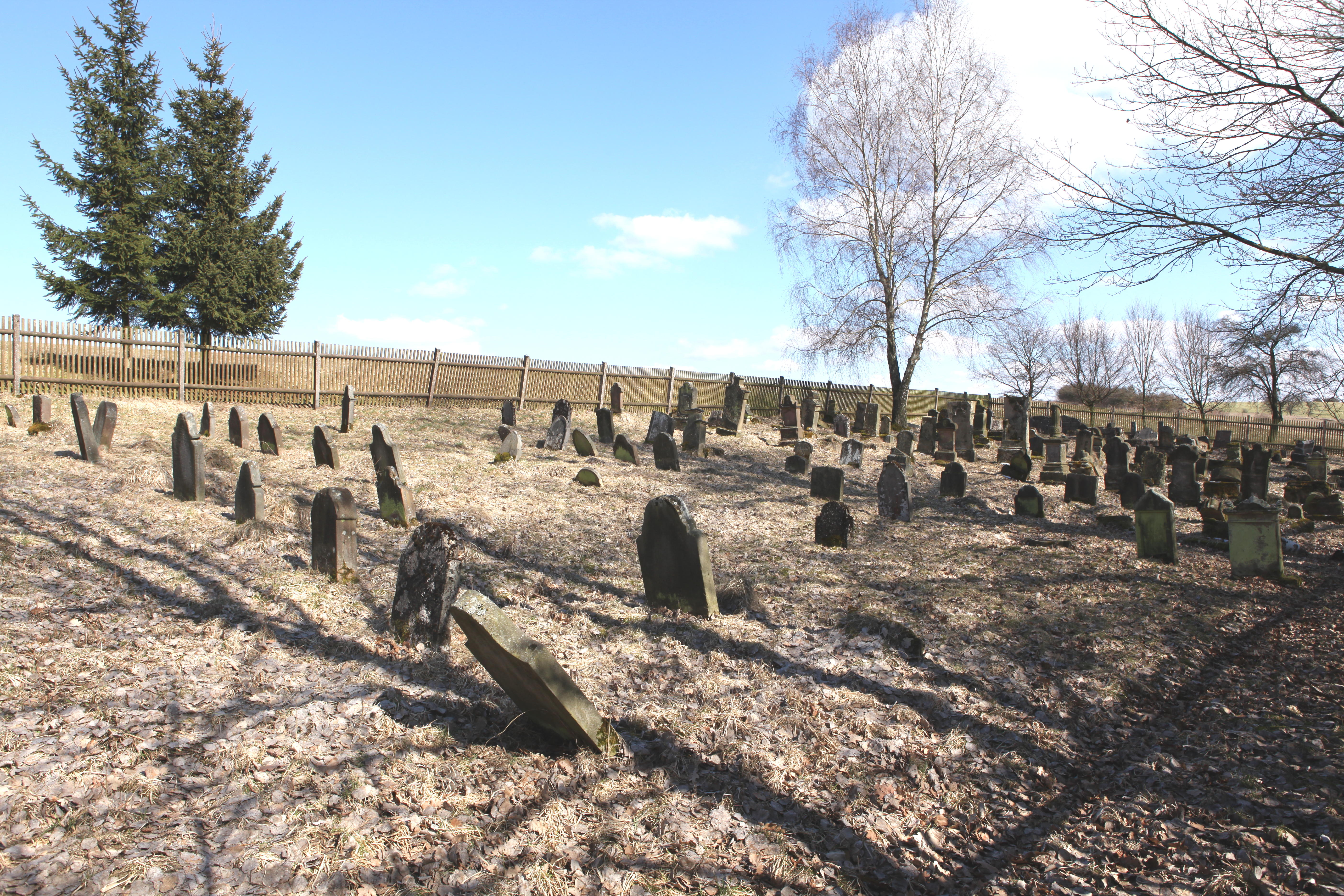
Jüdischer Friedhof in Marisfeld

Der Jüdische Friedhof Marisfeld liegt im thüringischen Ort Marisfeld im Landkreis Hildburghausen.

## Geschichte
Die Ursprünge der jüdischen Gemeinde in Marisfeld gehen auf 1678 zurück, als die Herren Marschalk von Ostheim erstmals Schutzjuden ansiedeln ließen. 1822 hatte der Ort 121 jüdische Einwohner, 1865 waren es rund 200 und 1925 noch 13. Die letzten  wurden 1942 deportiert.
Einen jüdischen Friedhof gab es wohl schon im 17. Jahrhundert. Den heutigen Friedhof legte die Gemeinde nach dem Erwerb des Grundstücks vom Gutsherrn Freiherr von Stockmar im Jahr 1848 an. Hier wurden auch die Toten der jüdischen Gemeinde Themar beerdigt. Am 15. April 1910 und in den 1930er Jahren wurde der Friedhof geschändet. Die letzte Beisetzung war 1938. Heutiger Eigentümer ist die Jüdische Landesgemeinde Thüringen.

## Lage und Charakterisierung
Die denkmalgeschützte Friedhofsanlage befindet sich südöstlich des Dorfes auf dem Guhligsberg auf einem sehr feuchten Boden. Das rechteckige Grundstück ist mit einem Holzzaun umschlossen. Der rechte Torpfosten am Haupteingang trägt die Bezeichnung 1853. Auf einer Fläche von 20 Ar, ursprünglich 40 Ar, sind noch 158 Grabstätten erkennbar. Etwa 134 Grabsteine (Mazewa) sowie Fragmente sind vorhanden. Die älteren sind nur Hebräisch beschriftet und zeigen Symbole wie den Davidstern, Segenshände und die Levitenkanne. Die jüngeren Grabsteine weisen zusätzlich auch deutsche Inschriften auf.